# Diemelsee

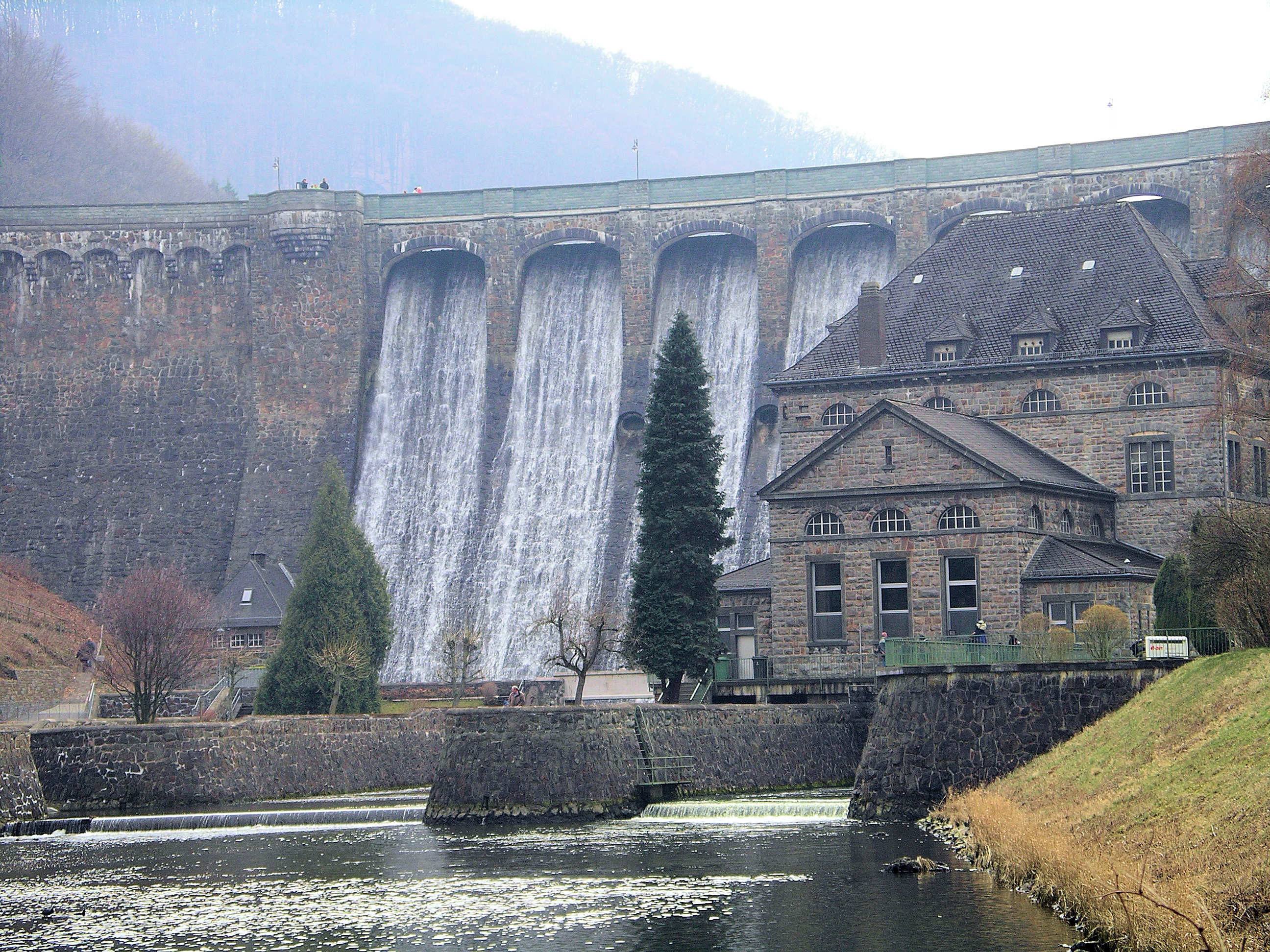
Kraftwerksgebäude und Staumauer mit überlaufendem Wasser (von Norden)

Der Diemelsee, auch Diemelstausee oder (pars pro toto) Diemeltalsperre genannt, ist ein Stausee mit 1,65 km² Wasseroberfläche und etwa 19,9 Mio. m³ Speicherraum an der Diemel. Er liegt im Gebiet der Gemeinde Diemelsee im hessischen Landkreis Waldeck-Frankenberg und im Stadtgebiet von Marsberg im nordrhein-westfälischen Hochsauerlandkreis (Deutschland).
Die aus Stausee, Staumauer, Wasserkraftwerk und Ausgleichsbecken bestehende Stauanlage Diemeltalsperre (DiT) ist im Eigentum der Wasserstraßen- und Schifffahrtsverwaltung des Bundes; zuständig als Talsperrenbetreiber ist das Wasserstraßen- und Schifffahrtsamt Weser (ehemals das Wasserstraßen- und Schifffahrtsamt Hann. Münden). Der Diemelsee gehört neben dem Edersee zu den wasserregulierenden Stauanlagen im Einzugsgebiet der Weser.

## Geographie

### Lage
Der Diemelsee liegt in den Nordostausläufern des Rothaargebirges, dem Nordostteil des Rheinischen Schiefergebirges. Er breitet sich im grenzübergreifenden Naturpark Diemelsee überwiegend im nordhessischen Landkreis Waldeck-Frankenberg im Gemeindegebiet von Diemelsee aus; ein kleiner Nordteil und die Staumauer gehören zur Stadt Marsberg im westfälischen Hochsauerlandkreis. Die Marsberger Kernstadt liegt etwa 13 km nordöstlich (19 Diemel-km); etwas südwestlich befindet sich das Upland mit dem knapp 10 km (12 Itter-km) entfernten Kernort von Willingen.
Der Stausee wird von der Diemel und deren Zufluss Itter gespeist. Dessen Staumauer steht etwa 500 m südlich des Dorfs Helminghausen (zu Marsberg). Einziges Uferdorf ist Heringhausen (zu Diemelsee) im Osten. Marsberg und die nächsten größeren Städte Korbach (Kernstadt 14 km südöstlich; Nordhessen) und Brilon (Kernstadt 9 km westnordwestlich; Westfalen) befinden sich außerhalb des Einzugsgebietes des Stausees.
Der Diemelsee liegt in bewaldeter Mittelgebirgslandschaft, deren höchster direkt am Stausee gelegener Berg das Köpfchen (610,4 m ü. NHN; westlich des Itterarms) ist. Unmittelbar ostsüdöstlich der Staumauer erhebt sich der Eisenberg (594,6 m) und wenige Kilometer südlich des Stauraums der Koppen (715,1 m).

### Naturräumliche Zuordnung
Der Diemelsee gehört in der naturräumlichen Haupteinheitengruppe Süderbergland (Nr. 33) und in der Haupteinheit Ostsauerländer Gebirgsrand (332) zu den Naturräumen Vorupländer Hügelland (332.61; Großteil des Diemelarms), der zur Untereinheit Vorupländer (Adorfer) Bucht (332.6) gehört, und Padberger Schweiz (332.70; gesamter Itterarm und staumauernaher Nordteil des Stausees), der zur Untereinheit Diemelbergland (332.70) zählt.

## Ökologie

### Flora
Die Flora des Diemelsees präsentiert sich in den Uferrandbereichen, den Einläufen der Flüsse Diemel und Itter sowie in den Bereichen des Stauraumes.

### Fauna

#### Fische
Der Fischbestand des Diemelsees wird in Zusammenarbeit mit Forstbehörden betreut und bewirtschaftet. Die Fischereipacht und die Koordination des Fischbesatzes wurde per Pachtvertrag ab dem 1. Januar 2019  maßgeblich der Gemeinde Diemelsee übergeben.

#### Muscheln
Im Diemelsee existiert ein Bestand von Fluss- und Teichmuschelnvorkommen. Im November 2018 wurden von mehreren Tageszeitungen Berichte zum Massensterben der seltenen Süßwassermuscheln (teils Unionida) am Diemelsee veröffentlicht. Es sollten weitere Untersuchungen durch die Umweltbehörden folgen, da eine systematische Bestimmung der betroffenen Spezies sowie der Hintergründe des Umfeldgeschehens zu Biotopverbänden und zur Richtlinie 2000/60/EG (Wasserrahmenrichtlinie) nicht vorlag. In den Roten Listen gefährdeter Tiere, Pflanzen und Pilze Deutschlands und den entsprechenden Länderlisten von Hessen und Nordrhein-Westfalen wurden Bestandsnachweise zum Diemelsee bis Ende 2020 nicht offiziell erfasst. Im November 2020 wurde erneutes Muschelsterben bekannt. Die Fachleute der Kreisverwaltung in Korbach, des NABU-Korbach und des Wasserstraßen- und Schifffahrtsamt Weser als Talsperrenbetreiber berieten erneut über Schutzmaßnahmen. Über Umfang des Muschelsterbens und die betroffenen Arten herrschte weiterhin Unklarheit.

#### Säugetiere
Europäische Biber sind in Einlaufbereichen des Diemelsees vorhanden. Sie sind aus genetisch bayerischen Beständen angesiedelt worden. Im März 2023 wurde bekannt, dass allein von 2017 bis 2023 fünf Biber an der Sperrmauer verunglückten. Die Biber stürzen die Hochwasserentlastungsanlage hinunter, wenn das Wasser bis an das Niveau der Überlaufschwelle heranreicht und die Biber die Diemel unterhalb der Mauer erreichen wollen. Im März 2023 überlebte ein Biber den Sturz von der Sperrmauer und kam schwerverletzt in die Auffangstation Essenthoer Mühle. Anfang 2023 lebten sechs Biberpaare am Diemelsee bzw. an dessen Zuläufen.

#### Vögel
Diverse Arten von Wasservögeln sind am Diemelsee anzutreffen. Zusätzlich finden sich zahlreiche typische Arten der Mittelgebirgsregion Sauerland und Waldeck.

### Schutzgebiete
Der in Westfalen bei der Staumauer gelegene Nordteil des Stausees liegt im Landschaftsschutzgebiet Hoppecke-Diemel-Bergland (Landschaftstyp A; CDDA-Nr. 555554573; 2001; 77,9719 km²). Nur das in Nordhessen liegende Südwestende vom Itterarm des Diemelsees ist als Naturschutzgebiet Diemelsee (CDDA-Nr. 81526; 1982 ausgewiesen; 18,69 km² groß) geschützt. Dort sind bei niedrigem Wasserstand im Sommer trockenfallende Bereiche von Pionierfluren geprägt. Sie kommen als Schlammlingsfluren und Zweizahngesellschaften vor. Im Uferbereich befinden sich Rohrglanzgras-Röhricht und dichte Weidengebüsche. Entlang der Itter finden sich Bereiche mit bruchwaldähnlichen Strukturen. Am See brüten Stockenten, Reiherenten und Haubentaucher. Zwergtaucher, Blässhuhn, Gänsesäger, Schnatterente, Pfeifente und Tafelente sind rastende Wasservögel. Rastende Limikolen sind regelmäßig Flussuferläufer, weniger häufig Grünschenkel und Waldwasserläufer. Seit 2015 gibt es Biber am See.

## Stausee

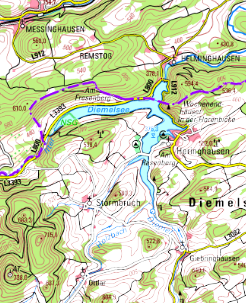
Kartendetail aus dem hessischen Kataster

Das Wasser der Talsperre dient in erster Linie der Wasserstandsregelung der Bundeswasserstraßen Weser und Mittellandkanal. Zusätzlich dient die Talsperre dem Hochwasserschutz und der Energiegewinnung durch Wasserkraft.
Am 24. November 1923 begann der Anstau des Diemelsees. Im Jahr 2003 wurde sein zuvor mit 20,05 Mio. m³ angegebenes Fassungsvermögen per Laser-Scan-Verfahren neu vermessen: Sein Stauraum (bei normalem Vollstau) beträgt etwa 19,9 Mio. m³ und sein Gesamtstauraum (bei Bemessungshochwasser) rund 21,75 Mio. m³. Bei Vollstau beträgt seine Wasseroberfläche 1,65 km². Der Stausee ist maximal 34 m tief, und seine Ufer sind insgesamt etwa 16 km lang. Das Stauziel liegt auf 376,2 m Höhe und das Bemessungshochwasser beträgt 113 m³/s. Das Einzugsgebiet der Talsperre ist 103 km² groß. Der direkt vor der Staumauer liegende Talgrund befindet sich auf genau 342 m Höhe.
Der südliche Stauseearm ist der Diemelarm, in den außer der von Süden heran fließenden Diemel auch die aus Richtung des Dorfs Stormbruch von Südwesten kommende Hagenbicke mündet und an dem das Dorf Heringhausen liegt; am Einfluss der Diemel in den Seearm mündet von Südwesten heran fließend der Holzbach. Der westliche ist der Itterarm, in den die von Südwesten kommende Itter mündet und an dem sich Kotthausen (Wüstung und Weiler des Dorfs Heringhausen) befindet. Etwas nördlich der Stelle, an der beide Arme aufeinandertreffen, verläuft die Landesgrenze von Hessen und Nordrhein-Westfalen.

## Staumauer

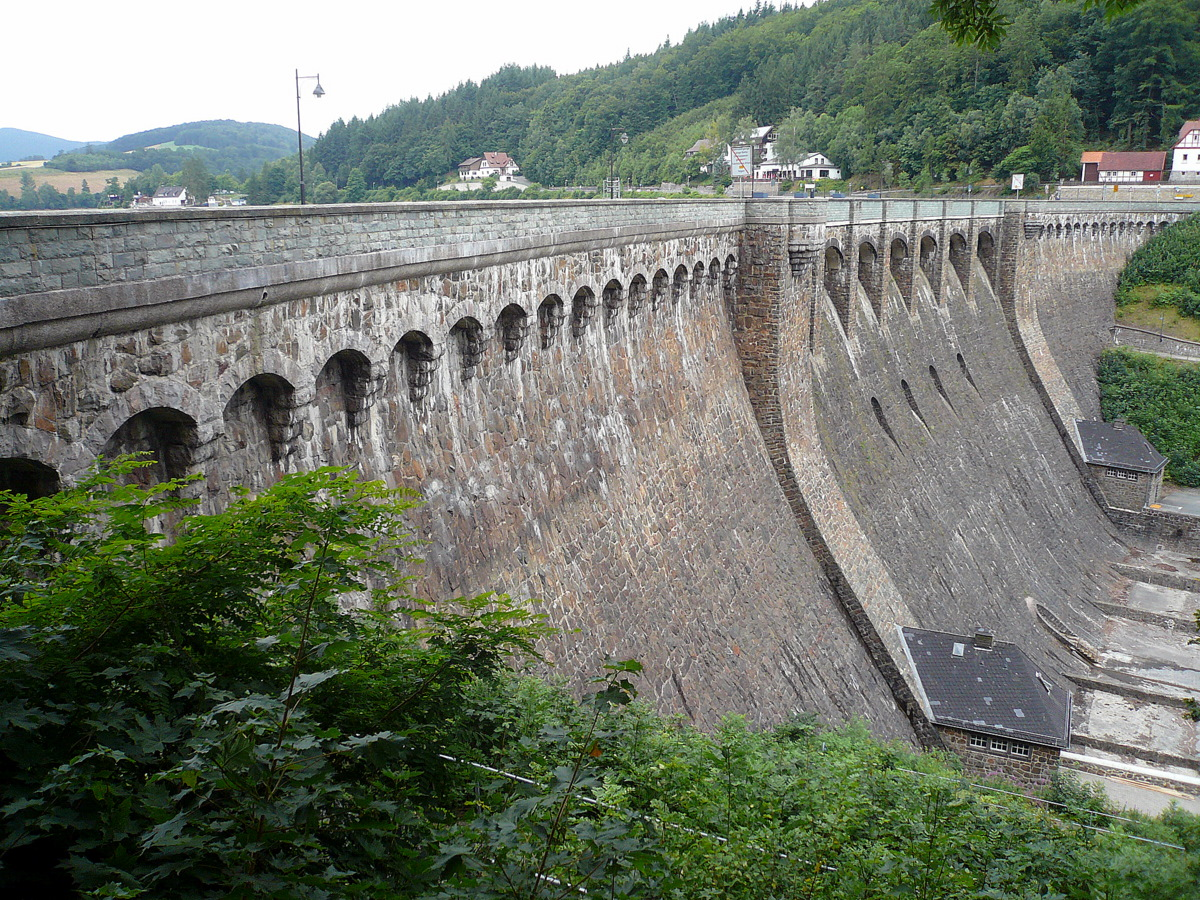
Luft- bzw. Nordseite der Staumauer (Blick etwa von Ost nach West)

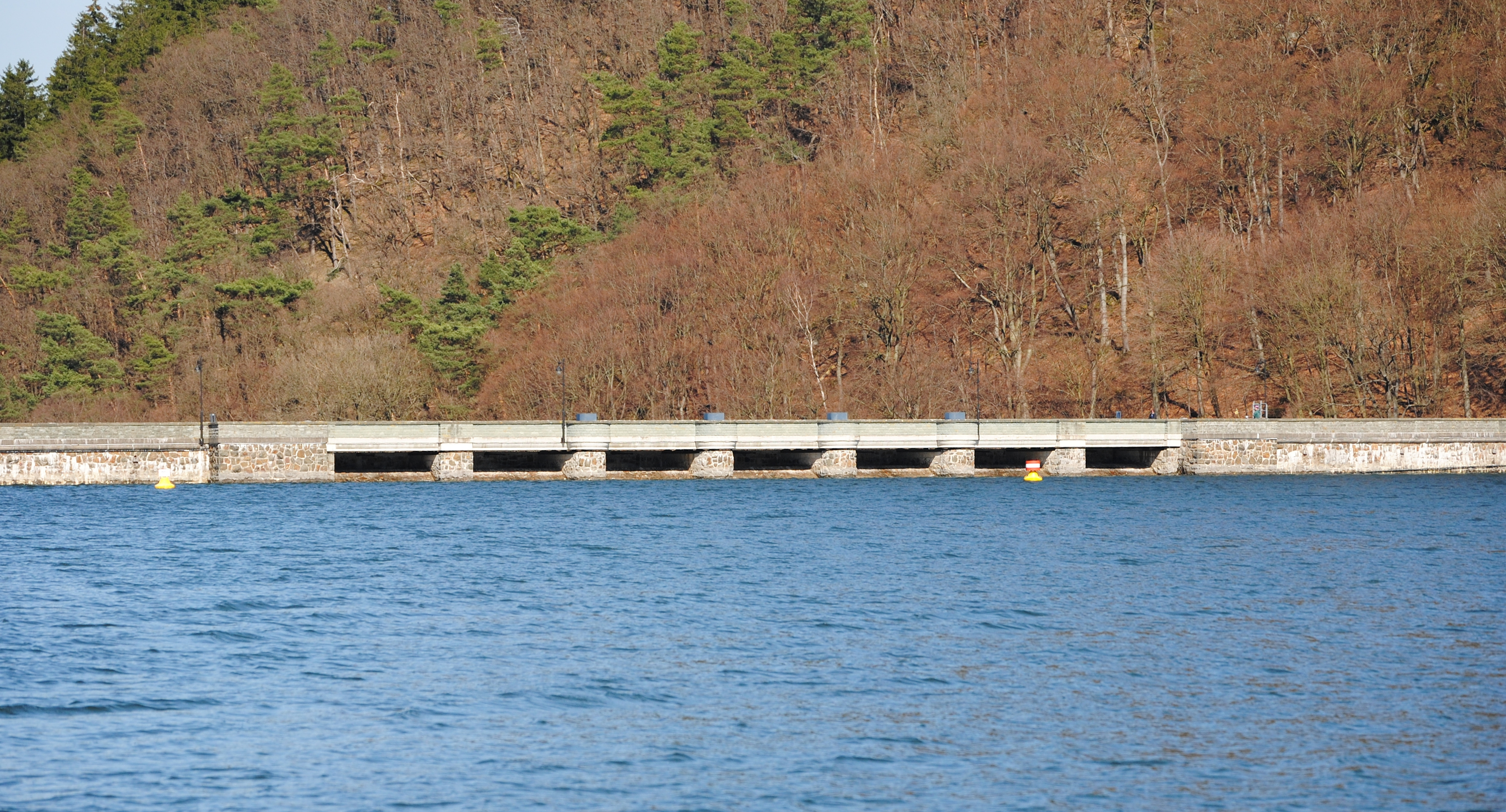
Wasser- bzw. Südseite der Staumauer (Blick etwa von Südwest)

### Daten
Die Staumauer der Diemeltalsperre wurde nach dem Intze-Prinzip als gekrümmte Gewichtsstaumauer aus rund 72.000 m³ Bruchstein konstruiert, die im extra dafür eingerichteten Diabas-Steinbruch am benachbarten Eisenberg abgebaut wurden. Die Mauer ist über der Talsohle maximal 36,2 m und über der Gründungssohle 42 m hoch, woraus sich maximal 5,8 m Bauhöhe über den Talboden ergeben. An der Krone ist sie rund 194 m lang und 7 m breit. Die Basisbreite beträgt etwa 31 m. Die Krone liegt auf 378,2 m Höhe.

### Baugeschichte und Modernisierungen
Die Bauarbeiten an der Staumauer fanden in zwei Phasen statt. Die erste Phase dauerte von 1912 bis 1914. Dann pausierten die Arbeiten wegen des Ausbruchs des Ersten Weltkriegs (1914–1918). Die zweite Phase erfolgte von 1919 bis 1923 und endete mit der Inbetriebnahme der Talsperre 1924.
In den 1990er Jahren musste das Absperrbauwerk grundlegend saniert und dem Sicherheitsstandard entsprechend der DIN 19700 (Stauanlagen) angepasst werden. Dabei wurden ein Dichtungsschleier mit einer Injektionsdichtung im Erdreich hergestellt, ein Kontrollgang auf der Gründungssohle ausgebrochen und weitere Arbeiten durchgeführt. Die Sanierungsarbeiten wurden 1998 abgeschlossen. Zur weiteren Unterhaltung und Instandsetzung von Staumauer und Staubereich betreibt das Wasserstraßen- und Schifffahrtsamt einen Schirrhof am Diemelsee.
Die Sperrmauer ist als Baudenkmal in die Denkmalliste von Marsberg eingetragen.

### Zweiter Weltkrieg
Die Staumauer des Diemelsees wurde im Zweiten Weltkrieg 1944 und 1945 mehrmals von den Alliierten angegriffen, um sie zu zerstören und durch das auslaufende Wasser die unterhalb der Mauer befindliche Infrastruktur zu beschädigen oder zu zerstören. Die Mauerzerstörung misslang.
Zum Kriegsende kam es nicht zur von der Waffen-SS geplanten Sprengung der Mauer, da US-Truppen Ende März bzw. Anfang April die Stauseeumgebung schon besetzt hatten und daher die deutschen Soldaten bereits abrücken mussten. Noch im April wurden die US-Soldaten durch belgische abgelöst und diese wiederum im Juni durch britische.

## Kraftwerk Helminghausen

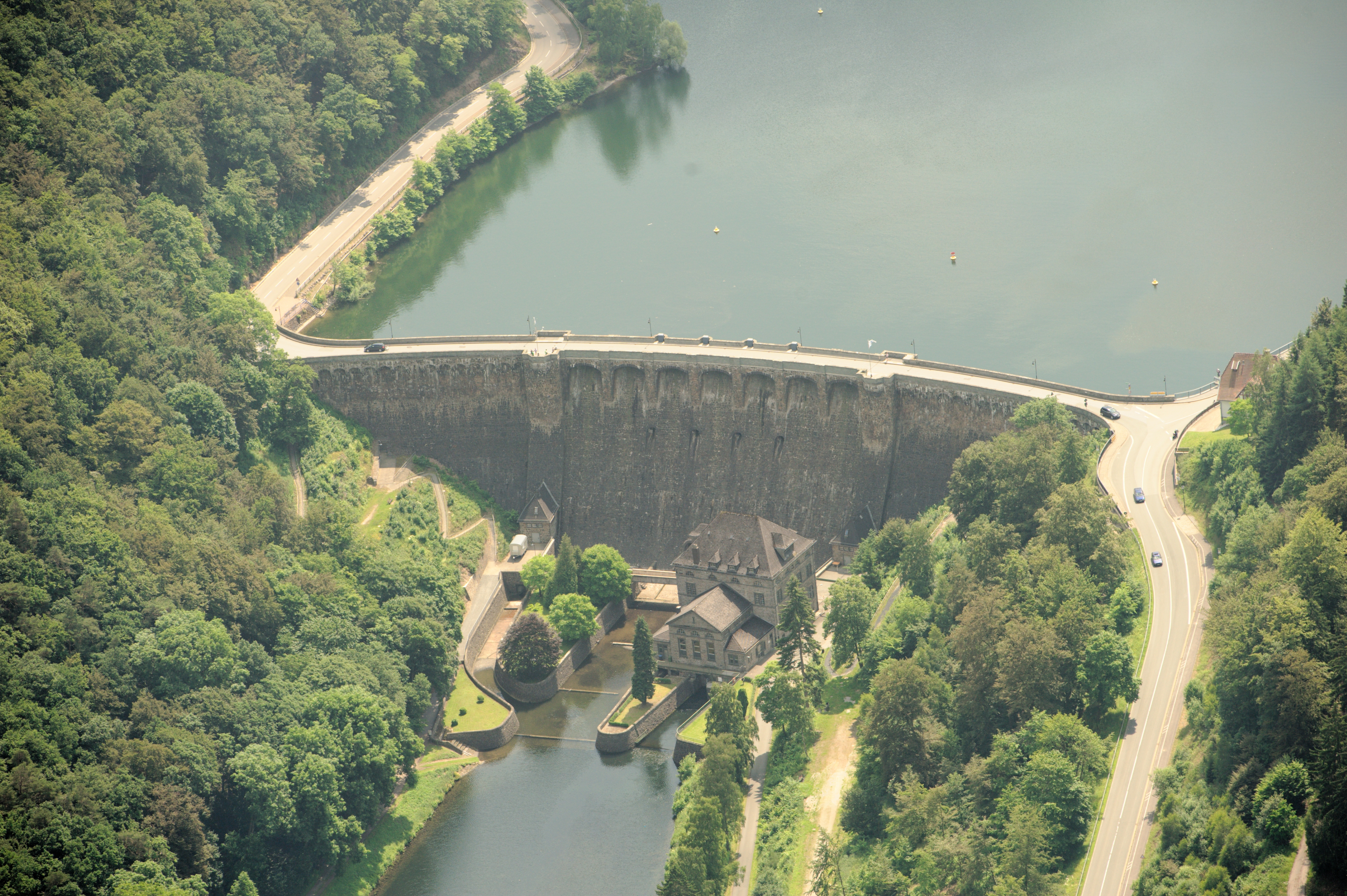
Kraftwerk Helminghausen aus der Luft

Unterhalb der Staumauer befindet sich das Kraftwerk Helminghausen. Als Wasserkraftwerk nutzt es das Gefälle an der Staumauer. Es wurde 1924 in Betrieb genommen und hat zwei Turbinen. Gemeinsam erreichen sie bei einem Durchsatz von 4,6 m³/s eine Nennleistung von 1,04 MW. Damit erzeugen sie im Mittel jährlich 2,50 GWh Strom.

## Ausgleichsweiher
Direkt unterhalb von Staumauer und Kraftwerk des Diemelsees erstreckt sich unmittelbar südlich von Helminghausen ein Ausgleichsweiher genanntes Ausgleichsbecken (341,4 m), das im Normalbetrieb rund 65.000 m³ Stauraum hat. Es besteht aus einem knapp 8 m über der Gründungssohle hohen Staudamm mit einem Überlaufbauwerk, dessen Krone auf 343,2 m liegt.
Das Ausgleichsbecken hat die Aufgabe, das schwallartig bei Turbinenbetrieb aus dem Kraftwerk austretende Wasser gleichmäßig an den Unterlauf abzugeben.

## Pegel

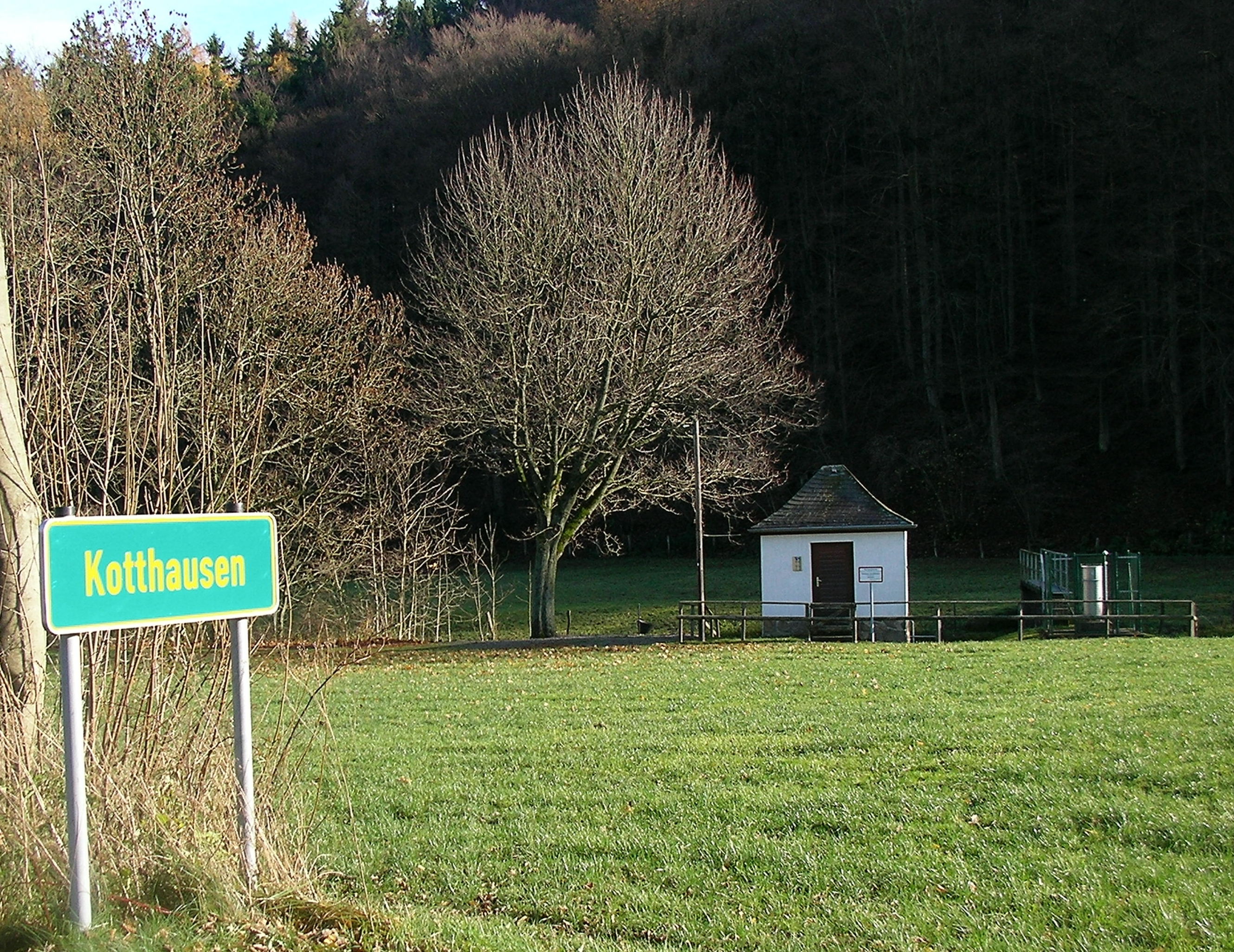
Itter-Pegel Kotthausen III, (Itter zur Diemel,, Kilometer: 3,40)

Das Wasserstraßen- und Schifffahrtsamt Weser betreibt mehrere Pegel zur Erfassung des Wasserstandes sowie der Zu- und Abflüsse des Diemelstausees. Die Pegelstände werden an folgenden Stellen erfasst:
- Zufluss der Diemel am Pegel Wilhelmsbrücke,[25]
- Zufluss der Itter am Pegel Kotthausen,[25]
- Stauhöhe des Diemelstausees am Pegel Diemeltalsperre,[25]
- Abfluss in die Diemel am Pegel Helminghausen.[25]

Im Unterlauf der Diemel werden keine weiteren offiziell zugänglichen Pegelstände ermittelt; aus der Differenz der Pegelstände von Karlshafen und Wahmbeck können Rückschlüsse über den Beitrag des Diemelstausees zur Wasserführung der Weser ermittelt werden.

## Tourismus, Freizeit und Sport

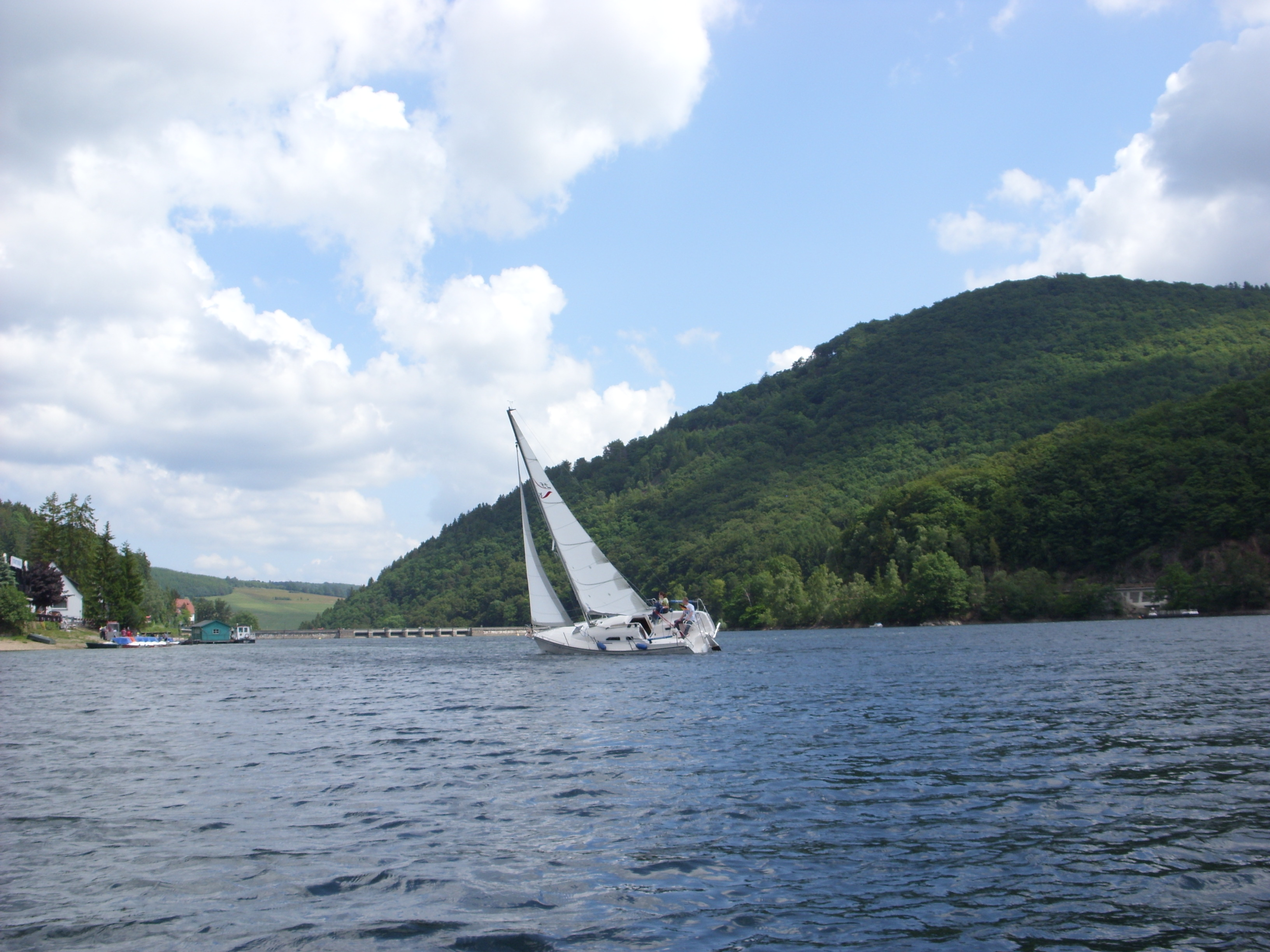
Segelboot auf dem Diemelsee vor dem Eisenberg und der Staumauerkrone

Der Tourismus entwickelte sich im Laufe der Zeit zu einem der wichtigsten Wirtschaftszweige im Gebiet des Diemelsees und des nahen Uplands. Die Gäste kommen unter anderem aus Kassel und dem Ruhrgebiet, vereinzelt auch aus den Niederlanden. In den Dörfern am und nahe dem Stausee wurden Verkehrsvereine gegründet, um den Fremdenverkehr zu fördern, der auch heute eine entscheidende Rolle spielt. Um die Region besser anzuschließen, wurde die 1922 gegründete Kraftbuslinie Korbach-Bredelar an den Stausee umgeleitet.
Der Diemelsee dient inzwischen als Freizeit- und Erholungsgebiet. Zu den Aktivitäten und Sportarten gehören:
- Angelsport
- Baden (z. B. am Strandbad Heringhausen)[26]
- Kanu fahren
- Schwimmen
- Segeln und Surfen
- Wandern:
Südlich und östlich vorbei am Diemelsee führt unter anderem über den Eisenberg und dortigen Aussichtspunkt St. Muffert der Diemelsteig. Nördlich vorbei verläuft der Drei-Seen-Weg (Edersee–Diemelsee–Twistesee); eine Rundweg-Variante dieses Weges verläuft rund um den Stausee.
- Tauchen in der Taucherbucht auf westfälischer Seite, kurz vor der Staumauer auf der rechten Seite.

Nach 45 Jahren endete 2024 die Personenschifffahrt auf dem Diemelsee. Das Fahrgastschiff MS Muffert musste den Betrieb einstellen, da sich im Januar die EU-Besatzungsverordnung für Binnenschiffe auf Bundeswasserstraßen änderte. Weil der Diemelsee eine Bundeswasserstraße ist, sollten nun drei nautisch ausgebildete Besatzungsmitglieder an Bord. Der SPD-Bundestagsabgeordnete Dirk Wiese und CDU-Parteichef Friedrich Merz schalteten sich ein. Die zuständigen Generaldirektion Wasserstraßen und Schifffahrt senkte die Anforderung auf zwei nautisch ausgebildete Besatzungsmitglieder. Doch die Personenschifffahrt blieb unwirtschaftlich und wurde eingestellt. Im September 2024 wurde die MS Muffert nach Polen transportiert, um auf der Weichsel mit ihren beiden Nebenflüssen Dunajec und Nida sowie auf der Oder eingesetzt zu werden.

## Verkehr
Unmittelbar östlich am Diemelsee vorbei führt aus Richtung Norden von Helminghausen kommend entlang der Westflanke des Eisenbergs die westfälische Landesstraße 912, die nach Süden – auch entlang des Stausees verlaufend – in die nordhessische Landesstraße 3078 übergeht und dort nach Heringhausen verläuft. Von Letzterer zweigt in Heringhausen die Kreisstraße 65 ab, die entlang des Diemelarms angelegt wurde, diesen überquert und in Richtung Südwesten nach Stormbruch führt. Von der K 65 zweigt südwestlich von Heringhausen die K 71 ab, die entlang des Diemelarm-Südteils und dann weiter in Richtung Südsüdosten nach Giebringhausen verläuft. Entlang des Nordufers vom Itterarm führt von Helminghausen im Nordosten nach Bontkirchen im Südwesten die L 393.